# Aluminoseladonit
Aluminoseladonit, ehemals Leucophyllit oder auch Leukophyllit, ist ein selten vorkommendes Mineral aus der Mineralklasse der „Silikate und Germanate“ mit der chemischen Zusammensetzung K(Mg,Fe2+)Al[(OH)2|Si4O10] und damit chemisch gesehen Kalium-Magnesium-Eisen-Aluminium-Silikat mit zusätzlichen Hydroxidionen. Die in den runden Klammern angegebenen Elemente Magnesium und Eisen können sich dabei in der Formel jeweils gegenseitig vertreten (Substitution, Diadochie), stehen jedoch immer im selben Mengenverhältnis zu den anderen Bestandteilen des Minerals.
Aluminoseladonit kristallisiert im monoklinen Kristallsystem und findet sich überwiegend eingewachsen in Heulanditen und Stilbiten, die dadurch eine grünliche Farbe annehmen. Er kommt aber selten auch in Form von feinschuppigen oder körnigen bis derben Mineral-Aggregate vor.
In reiner Form wäre Aluminoseladonit farblos und durchsichtig. Durch vielfache Lichtbrechung aufgrund von Gitterfehlern oder polykristalliner Ausbildung ist er jedoch meist durchscheinend perlweiß oder nimmt durch Fremdbeimengungen eine grünlichweiße Farbe an.

## Etymologie und Geschichte
Erstmals beschrieben wurde das Mineral 1883 durch Gottfried Starkl, der es in Anlehnung an dessen schimmernde weiße Farbe (altgriechisch λευκός leukós, deutsch ‚weiß‘) und der Feinblättrigkeit (altgriechisch φύλλον phýllon, deutsch ‚Blatt‘) als Leucophyllit bezeichnete. Als Fundorte für den Leucophyllit, der auch als „weißer Talkschiefer“ bekannt ist, gibt Starkl das Ofenbacher Tal nahe Frohsdorf (Gemeinde Lanzenkirchen), Lichtenegg, Edlitz und nahe der St.-Anna-Kapelle nordwestlich von Wiesmath in Niederösterreich an.
In der 1998 erfolgten Publikation Nomenclature of the micas durch den „Glimmer-Unterausschuss“ (engl.: Mica Subcommitte) der IMA/CNMNC wurden die Mitglieder der Glimmergruppe in Bezug Zusammensetzung und Benennung teilweise neu definiert. Der von Starkl vergebene Name wurde als ungerechtfertigt abgelehnt und diskreditiert, da er einerseits eine Verwechslungsgefahr mit dem gleichnamigen Gestein darstellt und andererseits die von Starkl genannte Typlokalität für den Leucophyllit zu arm an Alkalien ist, um einen Glimmer zu repräsentieren. Das nun als Aluminoseladonit bezeichnete Mineral wurde als „Gewöhnlicher Kaliumglimmer“ in die Gruppe der echten Glimmer mit dioktaedrischer Struktur eingeordnet. Da dies automatisch eine Ankerkennung für den Aluminoseladonit bedeutete, wird das Mineral seitdem in der „Liste der Minerale und Mineralnamen“ der IMA unter der Summenanerkennung „IMA 1998 s.p.“ (special procedure) geführt. Die ebenfalls von der IMA/CNMNC anerkannte Kurzbezeichnung (auch Mineral-Symbol) von Aluminoseladonit lautet „Acel“.
Der Name ist eine Anlehnung an das chemisch nah verwandte Mineral Seladonit (KMgFe3+Si4O10(OH)2). Im Gegensatz zu diesem enthält Aluminoseladonit aber einen Formelrelevanten Anteil an Aluminium.
Ein Aufbewahrungsort für das Typmaterial des Minerals ist bisher nicht dokumentiert.

## Klassifikation
Bereits in der veralteten 8. Auflage der Mineralsystematik nach Strunz gehörte der Aluminoseladonit zur Mineralklasse der „Silikate und Germanate“ und dort zur Abteilung der „Schichtsilikate (Phyllosilikate)“, wo er zusammen mit Glaukonit, Muskovit, Paragonit, Roscoelith und Seladonit die „Muskovit-Reihe“ mit der System-Nr. VIII/E.05a bildete.
Im zuletzt 2018 überarbeiteten und aktualisierten Lapis-Mineralienverzeichnis nach Stefan Weiß, das sich aus Rücksicht auf private Sammler und institutionelle Sammlungen noch nach dieser alten Form der Systematik von Karl Hugo Strunz richtet, erhielt das Mineral die System- und Mineral-Nr. VIII/H.10-010. In der „Lapis-Systematik“ entspricht dies ebenfalls der Abteilung „Schichtsilikate“, wo Aluminoseladonit zusammen mit Boromuskovit, Chromphyllit, Chromseladonit, Ferroaluminoseladonit, Ferroseladonit, Ganterit, Muskovit, Nanpingit, Paragonit, Roscoelith, Seladonit und Tobelith die „Seladonit-Muskovit-Reihe (Phengite)“ mit der System-Nr. VIII/H.10 innerhalb der Glimmergruppe bildet.
Auch die von der International Mineralogical Association (IMA) zuletzt 2009 aktualisierte 9. Auflage der Strunz’schen Mineralsystematik ordnet den Aluminoseladonit in die Abteilung der „Schichtsilikate“ ein. Diese ist allerdings weiter unterteilt nach der Struktur der Schichten, so dass das Mineral entsprechend seinem Aufbau in der Unterabteilung „Schichtsilikate (Phyllosilikate) mit Glimmertafeln, zusammengesetzt aus tetraedrischen und oktaedrischen Netzen“ zu finden ist, wo es zusammen mit Boromuskovit, Chernykhit, Chromseladonit, Chromphyllit, Ferriseladonit (hypothetisch), Ferro-Aluminoseladonit, Ferroseladonit, Ganterit, Glaukonit, Montdorit, Muskovit, Nanpingit, Paragonit, Phengit, Roscoelith, Seladonit, Tainiolith, Tobelith und Voloshinit die „Muskovitgruppe“ mit der System-Nr. 9.EC.15 bildet.
Die vorwiegend im englischen Sprachraum gebräuchliche Systematik der Minerale nach Dana ordnet den Aluminoseladonit ebenfalls in die Klasse der „Silikate und Germanate“ und dort in die Abteilung der „Schichtsilikatminerale“ ein. Hier ist er zusammen mit Boromuskovit, Chernykhit, Chromphyllit, Chromseladonit, Ferroaluminoseladonit, Ferroseladonit, Glaukonit, Montdorit, Muskovit, Nanpingit, Paragonit, Roscoelith, Seladonit, Shirokshinit und Tobelith in der „Glimmergruppe (Muskovit-Untergruppe)“ mit der System-Nr. 71.02.02a innerhalb der Unterabteilung „Schichtsilikate: Schichten von sechsgliedrigen Ringen mit 2:1-Lagen“ zu finden.

## Kristallstruktur
Aluminoseladonit kristallisiert in der monoklinen Raumgruppe C2/m (Raumgruppen-Nr. 12) mit den Gitterparametern a = 5,2141 Å; b = 9,0082 Å; c = 10,108 Å und β = 101,12° sowie zwei Formeleinheiten pro Elementarzelle.
| Kristallstruktur von Aluminoseladonit |
| --- |
| - mit Blickrichtung parallel zur a-Achse - mit Blickrichtung parallel zur b-Achse - mit Blickrichtung senkrecht zur Ebene ab - räumliche Darstellung in der kristallographischen Standardausrichtung - Größerer Ausschnitt der Kristallstruktur als "Polyeder-Modell" mit Blickrichtung parallel zur b-Achse |
| Farblegende: 0 _ K 0 _ Al 0 _ Si 0 _ O |

## Bildung und Fundorte
Aluminoseladonit bildet sich in porphyrartigen Gneisen und enthält oft Einschlüsse von körnigem oder linsenförmigem Quarz.
Als seltene Mineralbildung konnte Aluminoseladonit nur an wenigen Orten nachgewiesen werden, wobei weltweit bisher rund 20 Vorkommen dokumentiert sind (Stand 2023).
 Die genannten Typlokalitäten nahe Frohsdorf, Lichtenegg, Edlitz und nahe der St.-Anna-Kapelle nordwestlich von Wiesmath sind dabei die bisher einzigen bekannten Vorkommen in Österreich.
In Deutschland kennt man das Mineral bisher einzig aus dem Steinbruch Unterberg nahe der Stadt Hasselfelde im Landkreis Harz in Sachsen-Anhalt.
Weitere bisher dokumentierte Fundorte sind unter anderem die Franklin-Prospektion in „Quinns Goldgebiet“ nahe Gabanintha in Western Australia (Australien), die Erzgrube „Adami Nr. 2“ in der Gemeinde Lavrio (auch Lavrion oder Laurion) in der griechischen Region Attika, Dhule und Nashik im indischen Bundesstaat Maharashtra, die Grube Praborna bei Saint-Marcel (Aostatal) und mehrere Orte in den Provinzen Cueno (Piemont) in Italien, Narayama bei Kamikawa in der Präfektur Niigata auf der japanischen Insel Honshū, die Anuri-Prospektion im Grünsteingürtel der Committee Bay (Nunavut) in Kanada, die zur Südinsel von Neuseeland gehörende Pudding Island, die Zinn-Kupfer-Grube „San Rafael“ in der Provinz Melgar in Peru, der Nadymski rajon im Autonomen Kreis der Jamal-Nenzen in Russland, der Granit-Körper in der Gemeinde Betliar in der Slowakei, die Wolframerzgruben„San Finx“ bei Vilacova in der spanischen Gemeinde Lousame (Galicien), die Uran-Lagerstätte bei Zálesí in der Olomoucký kraj von Tschechien sowie der Keweenaw County in Michigan und der Eau Claire County in Wisconsin in den Vereinigten Staaten.

## Verwendung
Aluminoseladonit (Leukophyllit) zählt wie Talk zu den bergfreien mineralischen Rohstoffen. Beide werden unter anderem als Füllstoff in Papier, Kunststoffen und Gummiprodukten sowie Farben und Lacken gebraucht. Zudem kommen sie als Trägerstoff für Insektizide und als Zusatz zu keramischen Massen zum Einsatz.